# 宅急便

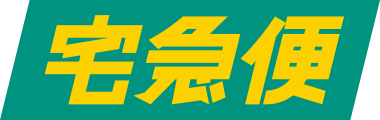
宅急便のロゴ

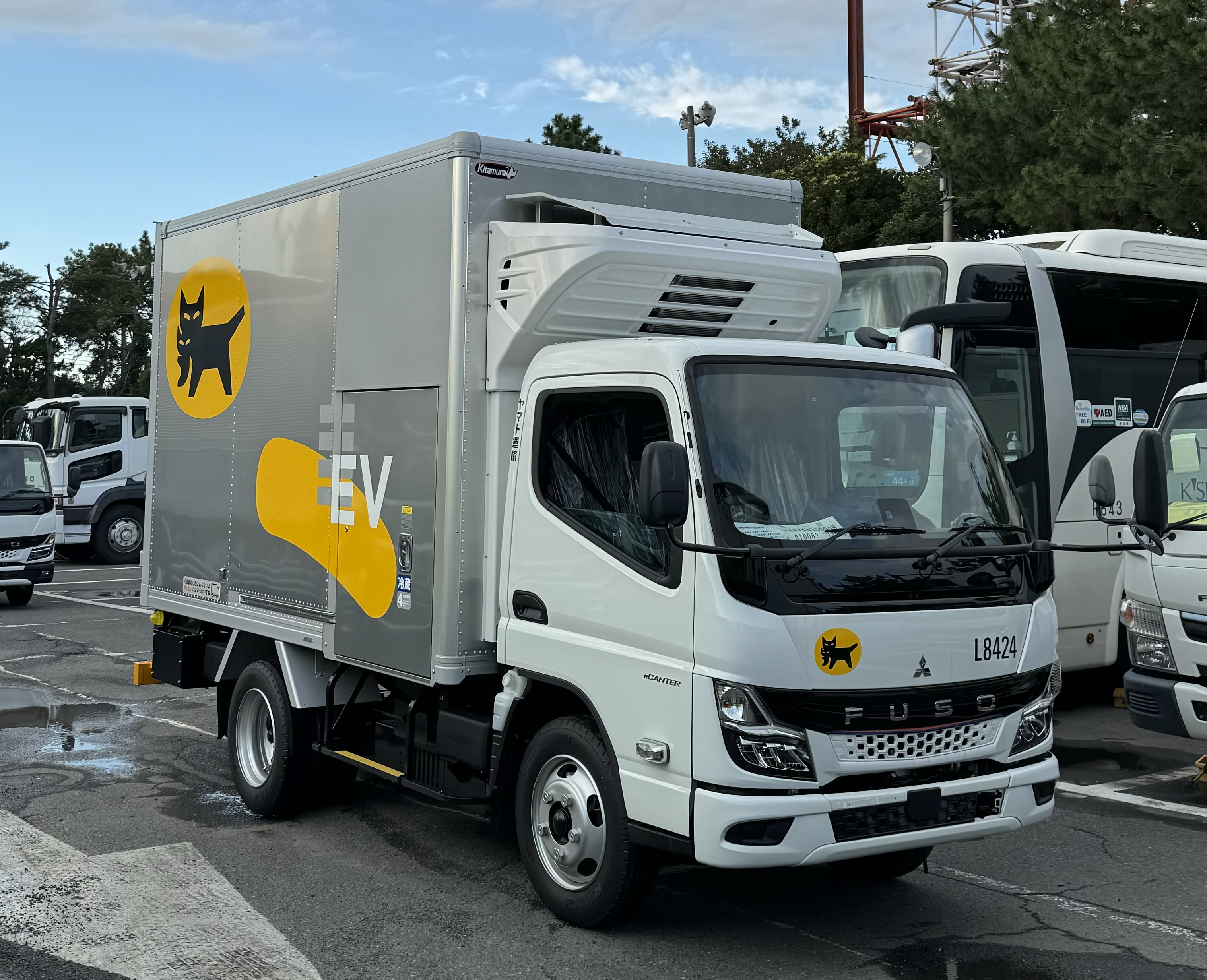
新カラーリングのEV集配車

宅急便（）とは、ヤマト運輸が提供する宅配便サービスの商標である。黒いネコ、通称「クロネコ」をトレードマークにしている。同社の親会社であるヤマトホールディングスの登録商標（第3023793号ほか）である。

## 沿革
元々、当時の大和運輸（現・ヤマトホールディングス）は三越（現三越伊勢丹ホールディングス）や松下電器産業（現パナソニック）などの専属配送業者であったが、1960年代、全国に高速道路が整備され、他社が長距離運送に参入していく中で、大和運輸は乗り遅れ、ここにオイルショックが重なり、経営危機が噂されるほど業績が低迷した。
1971年（昭和46年）に社長になった小倉昌男は、当時の運送業界の常識であった「集荷・配達に手間がかかる小口荷物より、大口の荷物を一度に運ぶ方が合理的で得」という理屈が誤りだと悟る。小倉は「小口の荷物の方が、1キログラム当たりの単価が高いのだから、小口貨物をたくさん扱えば収入が多くなる」と確信した。
また、当時、個人が荷物を送るには郵便局に持参する郵便小包（現在の「ゆうパック」に相当する宅配便サービス）があったが、重量は6kgまでであった。一方鉄道を利用する「小荷物運送（チッキ）」という制度があり、こちらは30kgまで送れたが、差出はしっかりと梱包し紐で縛って小荷物取り扱い駅に持参し、受取人は駅に取りに行かなければならないという制度であった。どちらも一つ一つの荷物の番号管理をしておらず、いつ届くのかさえわからないサービスであった。小倉はこの状況を見て「サービスを向上させて参入すれば、ライバルは存在せず、必ず成功する」と確信した。
そして、1975年（昭和50年）の夏に「宅急便開発要項」を社内発表、瀬戸薫（当時27歳、グループ内最年少、後に2008年から2011年までヤマト運輸会長を務めた）を含む若手社員を中心としたワーキンググループが、1975年9月から新商品開発を進めた。1976年（昭和51年）1月23日、「電話1本で集荷・1個でも家庭へ集荷・翌日配達・運賃は安くて明瞭・荷造りが簡単」というコンセプトの商品「宅急便」が誕生した。
当初は知名度が低く、「卓球便」と勘違いされたり、営業所のネコの看板から動物病院と思われたり、社員が「翌日配達できます」とセールスしても顧客に信用してもらえなかったりしたという。1日目の取扱量は11個だったが、その後急速に取扱量が増え、半年ほどで店に置ききれないほどの荷物がもちこまれる日も出るようになり、1976年度の想定取り扱いは20万個だったが、実際には170万個になった。
この成功を見た日本通運など他社も、同様のサービスを開始した。全国津々浦々を網羅する営業所を作るには、警察が通報を受けて駆けつけるのと同じくらいの距離に営業所を置くのがよいとの考えから、1200署あった警察署の数を目標とし、取次店は郵便ポストの数を目標としたというエピソードがある。
その後も営業地域の拡大を続け、1997年（平成9年）には、小笠原諸島の父島・母島での営業開始をもって、離島を含む全国展開が完了した。
1990年（平成2年）に、アメリカ合衆国の貨物航空会社大手UPSと提携、合弁会社「UPSヤマトエクスプレス」を設立をした際にヤマト運輸の営業所から日本国外に配送する「UPS宅急便」（現地ではUPSのドライバーが配達）というサービスもあったが、2004年に合弁解消と同時に終了し（日本国外への輸送に関しての提携は継続）。その後は「国際宅急便」を代替サービスとして提供している。

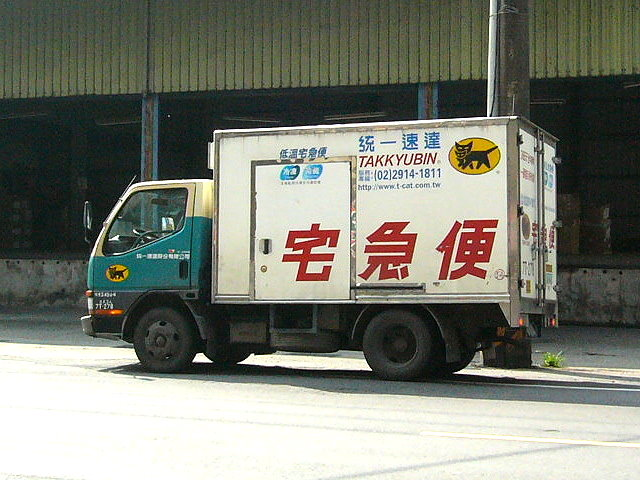
統一速達の宅急便の配送車

2000年（平成12年）から、中華民国の企業である統一速達とのライセンス契約により、日本国外へ進出した。なお、台湾でもセブン-イレブンが取り扱い代理店となっているが、これはセブン-イレブンを経営するのが、同じ統一企業グループだからである。
2010年より、東アジア及び東南アジアでの宅配便業界へ進出を始め、1月にはシンガポールと中華人民共和国上海市で事業を開始した。今後はマレーシア、インドネシア、タイ、ベトナム、香港、北京市などへの進出が計画されている。日本国外での名称は「TA-Q-BIN」としている。漢字文化圏では「宅急便」という名称も表記していく予定であるが、日本発ブランドとして差別化する意味もあり読み方として「TA-Q-BIN」も併記している。
2015年6月現在では、道路交通法の駐車禁止違反の罰則強化とエコロジーの両面から、都心部では数kmおきに営業所を設置、営業所までトラック輸送した後、そこから先は自転車や台車で配達している。それ以前からも東京銀座地区など都心の一部ではリヤカーで配達している。京都市では京福電気鉄道と提携し、路面電車とリヤカーを併用して集配業務を行ったり、岩手県では岩手県北自動車と提携し、トラック輸送の代わりに106急行バスの車両を改造して営業所へ輸送する試みも行われている。
宅急便の誕生以降、ほぼ一貫してサービスの拡充を続けてきたが、2010年代頃よりAmazon.co.jpでの取引の増加により、ECサイト取扱荷物数が急増した一方、特に個人宅の日中の在宅率の減少による再配達依頼も増えたため、従業員の長時間労働が問題となった。このため、2017年（平成29年）には運賃の値上げに踏み切ったほか、休憩時間確保のため、12時-14時の配達時間帯指定の廃止、運賃が割引になる「宅急便センター受け取りサービス」の新設など、一部のサービス内容が変更された。
ヤマト運輸では2021年10月4日から、ヤマト便廃止により、宅急便で扱えるサイズの上限を、3辺の合計160センチから、3辺の合計200センチとし、重さも上限25キロから30キロへ引き上げることにしている。
2023年6月1日受付分から、伝票記載の住所以外へ荷物を転送する場合は、着払いのみの対応となる。なお、『着払い転送』に同意しない場合は、荷物を保管しているヤマト運輸営業所への引取か、依頼主への返品となる。

## 名称の由来
「宅急便」には、「お宅に急いで届ける宅配便サービス」という意味が込められている。
サービス名称には、他に「ハニーライン」「トゥモローサービス」「クイックサービス」などが候補に上り、最終的に「YPS」と「宅急便」の2つが残った。サービス開始当時はこの2つを組み合わせて「YPSの宅急便」と呼ばれていた（当時の宣伝チラシにこの表記がみられる）。

## 概要

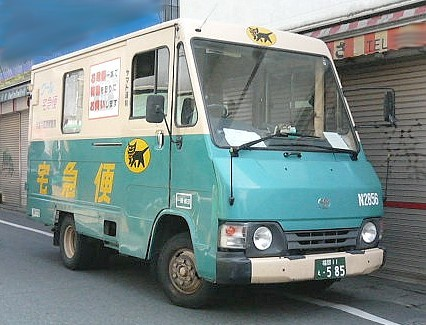
クロネコヤマトの宅急便の配送車

### 種類
ヤマト運輸の「宅急便」の名称を含む宅配サービスには次のようなものがある。
- 宅急便
- 宅急便コンパクト
- スキー宅急便
- ゴルフ宅急便
- 国際宅急便
- クール宅急便
- 国際クール宅急便
- 空港宅急便
- 往復宅急便（1998年6月開始[10]）
- 超速宅急便
- パソコン宅急便
- オークション宅急便
- 宅急便コレクト
- 宅急便タイムサービス
- らくらくメルカリ便

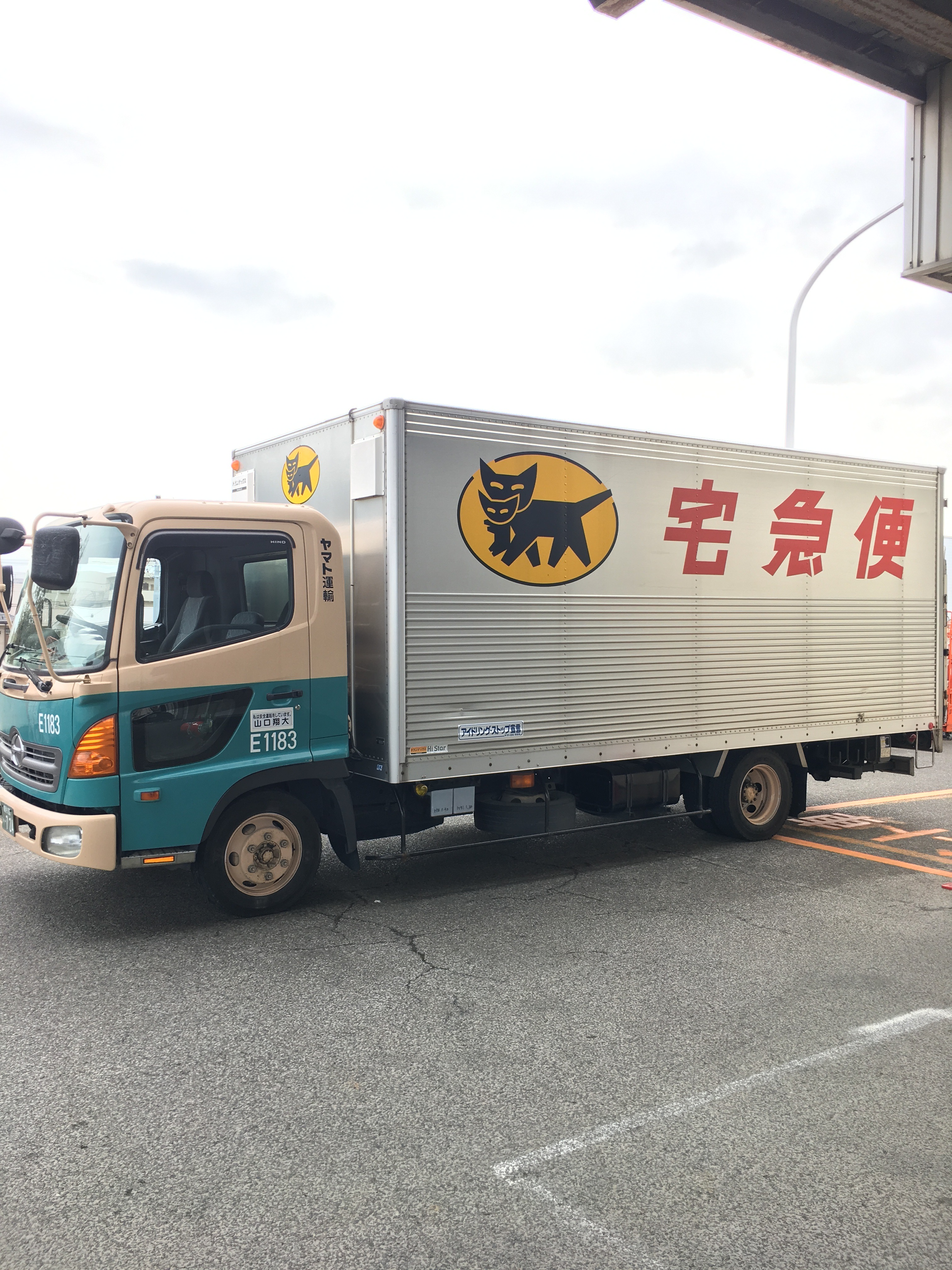
法人顧客の集配車

なお、「らくらく家財宅急便」というサービスがあったが、これはヤマト運輸が提供するサービスではなく、引越事業を行うヤマトHD子会社だったヤマトホームコンビニエンスという別会社が提供するサービスで、宅配便商品ではなく引越商品である（元々は「小さな引越便」という名称で、家具や大型家電を単品で送るサービスである）。なお、同サービスは2025年1月に同社がヤマトグループを離脱してアートセッティングデリバリーに商号変更したのに伴い、「家財おまかせ便」に商品名を変更している。またメール便は民間事業者による信書の送達に関する法律（信書便法）による制限が存在するため、郵便の代替サービスではなく、あくまで宅配便の受領印をもらわず郵便受けに投函するというサービスとして位置づけられている。

### 料金
送付先と荷物のサイズ（荷物の三辺の和）と重量（30kg以下）で決まる。現金、各種電子マネー、クロネコメンバー割、QR決済サービス（2021年4月1日より、取次店を除く）、クレジットカードで支払う。
過去には回数券も発行していたが、2018年3月31日をもって取り扱いを終了している。
2018年4月1日から宅急便センターで荷物を送った場合にTポイントサービスが利用できたが、2021年3月31日をもって終了した。宅急便の取次を行っているコンビニエンスストアでは各店舗に応じたポイントサービスを実施している。セブン-イレブンではnanacoによる決済でnanacoポイントが貯まり、ファミリーマートではTポイント・楽天ポイント・dポイントの提示でポイントを利用可能。

### 利用
営業所や取扱店（取扱いコンビニエンスストアを含む）への持ち込みあるいは集荷による。

### 送り状
宅急便の送り状は、一部ノーカーボン紙の複写式で綴りになっている。
また、ヤマト運輸のクロネコメンバーズに登録すると、クロネコメンバーズサイトで入力した情報を基にヤマト運輸の宅急便センターに設置しているネコピット端末や、自宅や職場のカラープリンターで送り状の発行ができ、料金の割引「デジタル割」が適用される。
発払用の送り状の構成は次の通りだが、一部の控えが省略されているものもある。
- 請求書・ご依頼主控

お届け先欄、ご依頼主欄、お問い合わせ伝票番号欄、受付日欄、お届け予定日欄、希望届け日時記入欄、品名欄、領収印欄等がある。
- 取扱店・CVS店控

現在の送り状では個人情報保護のために取扱店・CVS店控の票についてはお届け先氏名やご依頼主氏名など一部の項目のみが複写されるようになっており、郵便番号・電話番号・住所・品名等は取扱店・CVS店控の票には残らないようになっている。
- 売上票
- 貼付票
- お届け先控
- 配達票

配達時には、この伝票を外して届け先から受領印を貰う形になる。配達完了後は着センターで集められた後に保管される。
着払用では貼付票の中に請求書と配達票が入っている。宅急便コレクト用ではお届け先控が領収証になる。届け先へは貼付票以下の3枚が貼られた状態で到着する（売上票は発センターで集められた後保管）。

### その他のサービス
- 時間帯お届けサービス（1998年6月開始[10]）
- 宅急便センター受け取りサービス

従来の「営業所止置きサービス」を事実上拡充したもので、受取人が宅急便センターに出向いて荷物を受け取る代わりに運賃が割引になる。
- 複数口減額制度

同一あて先に2個以上の荷物を同時発送する場合、「複数口送り状」という専用伝票を用いれば割引を受けられる制度がある（通常の宅急便の扱いでかつ発払いの場合）。
- 配達日時変更・不在時コンビニ受け取り

クロネコメンバーズ会員で、配達予定のお知らせをメールやLINEで通知している場合は、配達日時や受け取り先の変更ができる。

## 宅急便に関連するエピソード
- 宅急便のロゴのうち、「急」の一部が「急ぎ足」のようにデザインされている。
- ヤマト運輸はトレードマークの「ネコ」に大変な愛着がある。そのためか、情報システムの名称も「NEKO（New Economical Kindly Online）」と名づけているほどである。社員も送迎バスを「ネコバス」と呼び、社員用の風呂のことも「ネコ風呂」と呼んでいるほどである。2008年後半から2010年1月まで放映されていた広告のキャッチコピーも「宅配はネコである」。CMも尻尾の生えたネコのような配送車が登場するなど、ネコへの愛着がうかがえる。
- 『魔女の宅急便』というタイトルが「ヤマト運輸の商標権に触れて問題になった」と一部で話題になった。その原因は、原作者の角野栄子が、第1作刊行時の時点で「宅急便」がヤマト運輸の登録商標である事を知らなかったためである。アニメ映画化に至っては、ヤマト運輸と正式なスポンサー契約を締結し、「こころを温かくする宅急便です。」のキャッチコピーと共にアニメ場映像をそのままヤマト運輸の企業CMに流用する事によって、この問題を解決している。なお同映画を基にした登録商標は、スタジオジブリが登録区分を別にして取得している。詳細は「魔女の宅急便 (1989年の映画)#登録商標について」を参照のこと。なお、上述の通りヤマト運輸もクロネコに対して非常に強い愛着を抱いているが、同映画で登場する黒猫・ジジは、ヤマト運輸のトレードマークとは関係はない[13]。このトレードマークは宅急便の開始以前から存在した。またアニメ映画とは無関係の実写映画にもヤマトホールディングスが特別協力している。
- 日本テレビの番組『史上最大!第6回アメリカ横断ウルトラクイズ』の第7チェックポイントのダラスでは、「テキサス宅急便早押しクイズ」が行われた。
- CMのサウンドロゴは淡野圭一が作曲した[14]。